# Bíter limón

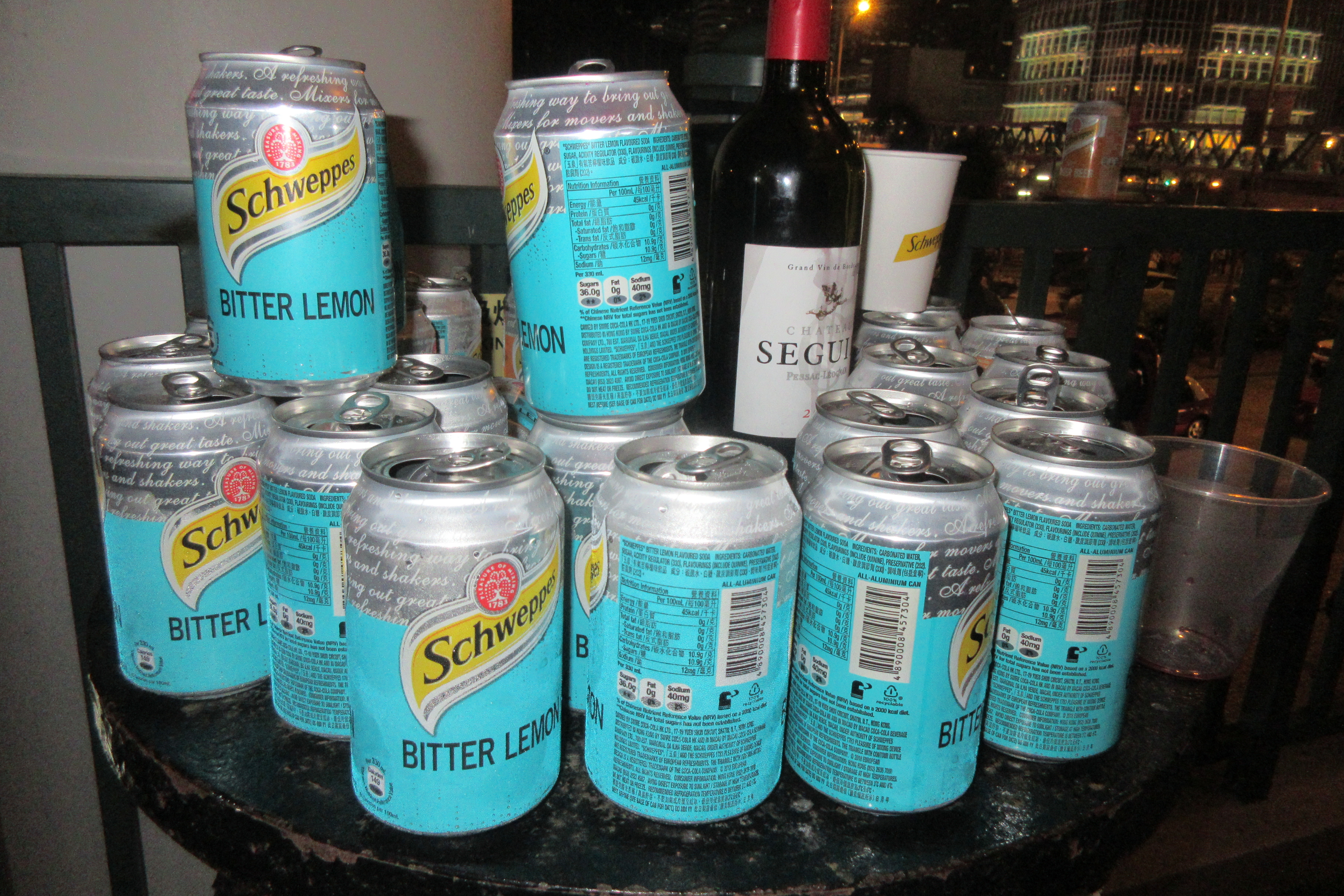
Latas de bitter lemon.

El bitter lemon es un refresco de limón amargo. Su sabor característico es el resultado del albedo amargo del limón reforzado por el alcaloide amarco quinina.
La principal diferencia entre la tónica y el bitter lemon son el zumo, el albedo y la piel del limón. El zumo añade un toque agrio, compensado por una dulzura adicional, y la piel aceitosa fragancia.
El bitter lemon se bebe solo y en cócteles, y se vende en todo el mundo.
La bebida genérica de bitter lemon data de 1834. Schweppes lanzó su marca de bitter lemon en 1957.
En Sudáfrica la bebida es vendida como dry lemon (limón seco).

## Marcas

### Estados Unidos
- Polar Beverages[4]
- Fever Tree[5]

### Reino Unido
- Schweppes
- Fever-Tree[6]

### Canadá
- Canada Dry
- The Great Jamaican[7]

### Francia
- Gini

### Países Bajos
- Royal Club

### Nigeria
- Teem
- Limca

### Somalia
- StrangeLove